# Arquitectura japonesa

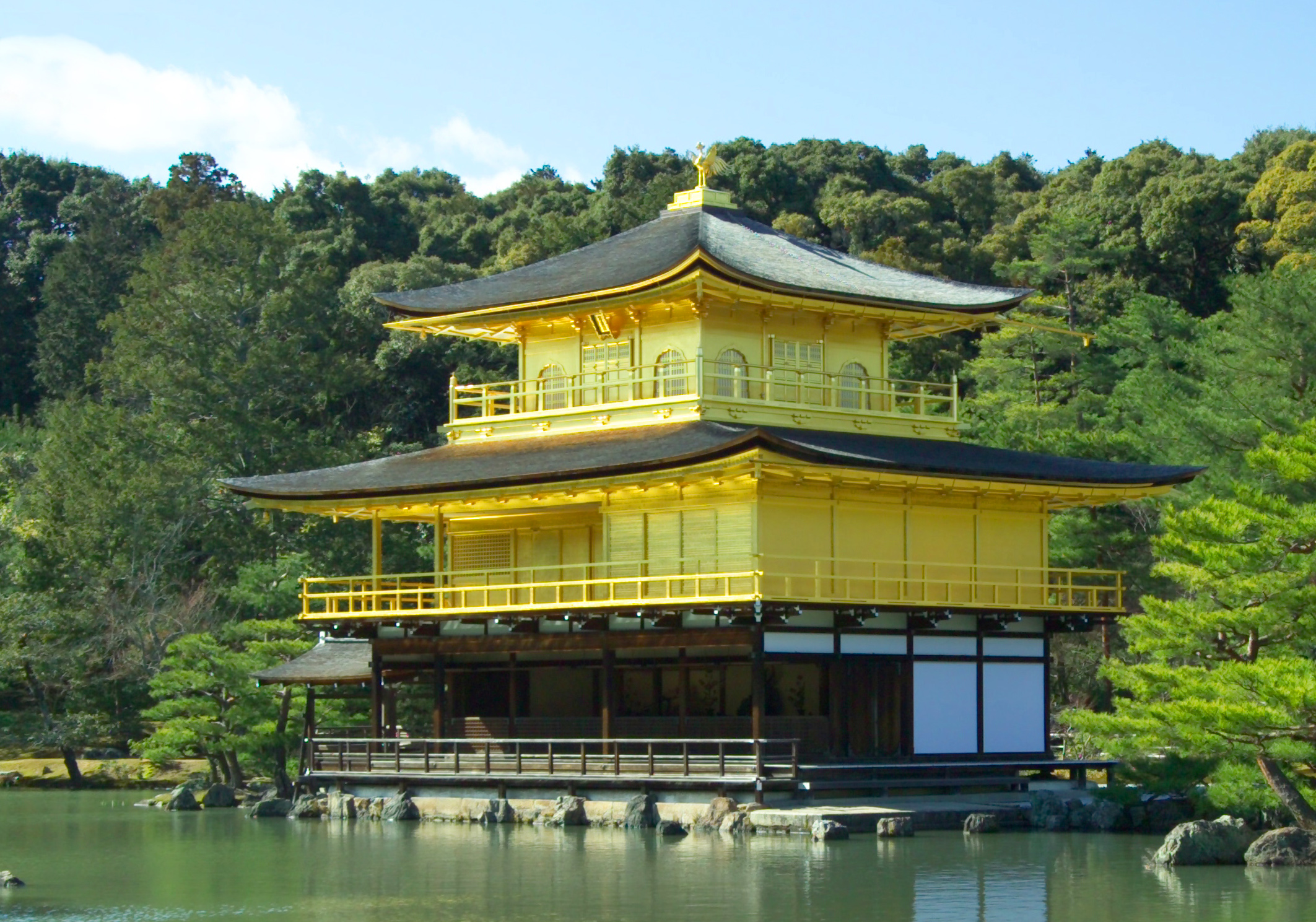
Kinkaku-ji, Kyoto, construït originàriament al 1397, període Muromachi

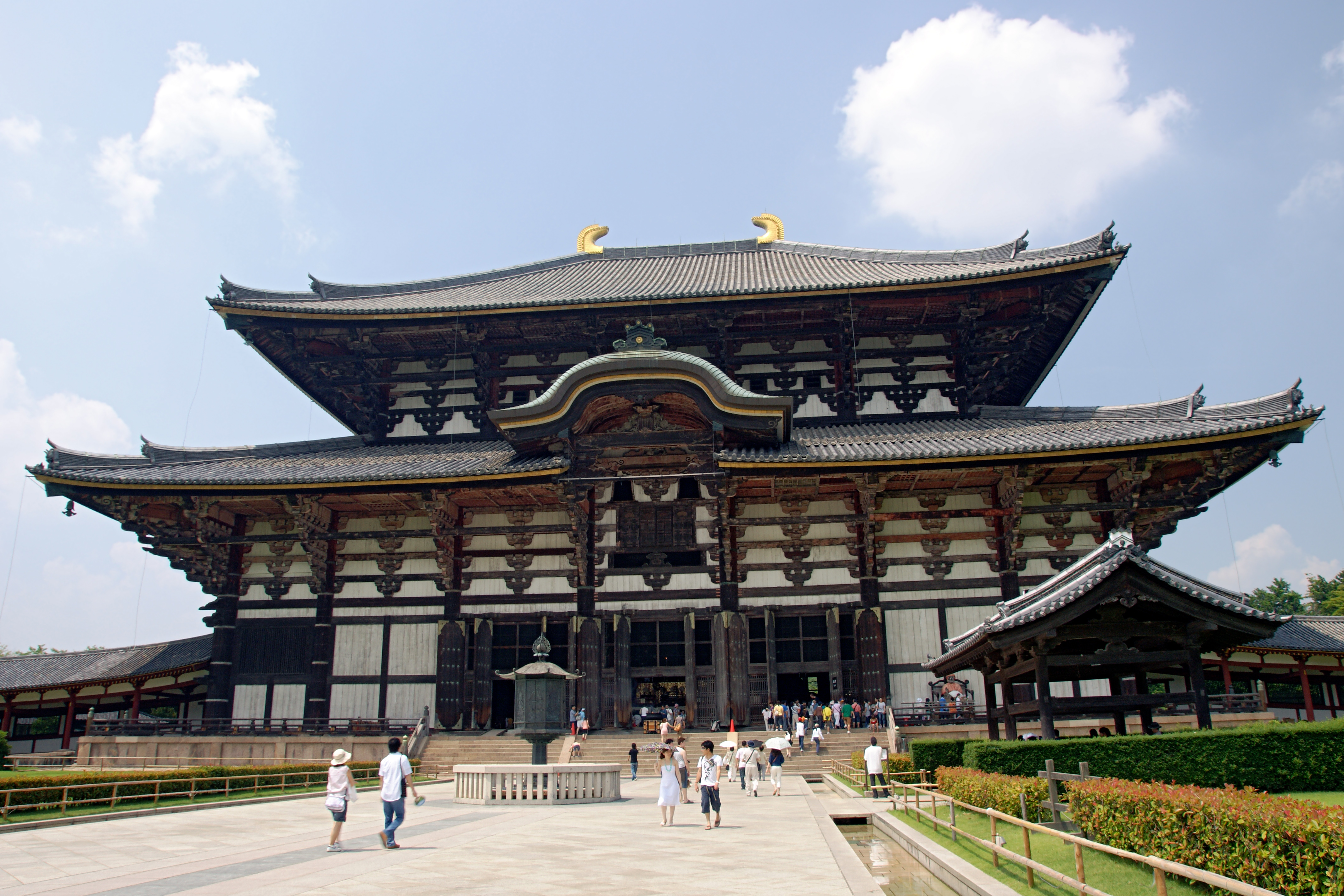
Tōdai-ji, Nara

L'arquitectura japonesa (日本建築, Nihon kenchiku) té una llarga història, com qualsevol altre aspecte de la cultura japonesa.
Tot i que amb forta influència de l'arquitectura xinesa, també mostra un nombre important de diferències i aspectes que podem denominar com a japoneses. Per a la majoria, els edificis que han sobreviscut fins als nostres dies i que mostren característiques de l'arquitectura japonesa tradicional són castells, temples budistes i santuaris xintoistes.
En general l'arquitectura moderna japonesa reflecteix una influència internacional i poca connexió amb els mètodes tradicionals japonesos.
Per a més informació de conceptes artístics, vegeu també art japonés.

## Prehistòria
La prehistòria japonesa inclou Jōmon, Yayoi i Kofun, períodes que van des d'aproximadament 5000 aC fins a la primeria del segle vi.
Durant les tres fases del període Jōmon la població era principalment caçadora recol·lectora amb alguns coneixements d'agricultura primitiva, i el seu comportament el determinen canvis climàtics i altres estimulants naturals. Els primers habitatges eren cases a cel ras consistents en pous poc profunds amb pisos de terra piconada i sostres d'herba dissenyats per recollir l'aigua de pluja amb l'ajut de gerres d'emmagatzematge. Més endavant, un clima més fred amb més precipitacions comportà una disminució de la població, i això propicià un interés en els rituals i hi aparegueren per primera vegada cercles concèntrics de pedra.
Durant el període Yayoi Japó començà a relacionar-se amb la dinastia Han a la Xina, el coneixement de la qual i habilitats tècniques l'influïren. Es construeixen sòls falsos com a graners i magatzems que es feien amb eines de metall com serres i cisells. Una reconstrucció a Toro, Shizuoka, és una caixa de fusta feta de plaques d'espessor unides a les cantonades en una cabana de fusta i recolzada sobre vuit pilars. El sostre és de palla, però a diferència de la típica coberta a quatre aigües dels habitatges quadrats, té una senzilla forma de V a dues aigües.
El període Kofun es distingeix per l'aparició de tombes en forma de monticles o túmuls (kofun literalment significa 'monticles antics') composts amb moltes cambres. Es pensa que uns monticles semblants a la península de Corea són influència del Japó. Al principi del període de les tombes, conegut com a "forat de pany kofun" o zenpō-Koen kofun, sovint s'usà la topografia existent, i s'hi afegiren fosses artificials fins a crear una forma distintiva de forat de pany, un cercle amb un triangle interconnectat. L'accés n'era per un eix vertical, que es tancava quan acabava el soterrar. Hi havia espai dins la cambra per a un taüt i un aixovar funerari. Els monticles es decoraven amb fang, figures anomenades haniwa. Més tard, se situaven els monticles en terreny pla i augmentaren considerablement. Entre molts a Nara i Osaka, destaca la tomba Daisen-kofun, designada com a tomba de l'emperador Nintoku, que cobreix 32 hectàrees i degué decorar-se amb 20.000 haniwes.

A la fi del període Kofun, es perdé el costum d'inhumar els difunts perquè els budistes hi introduïren la cremació.

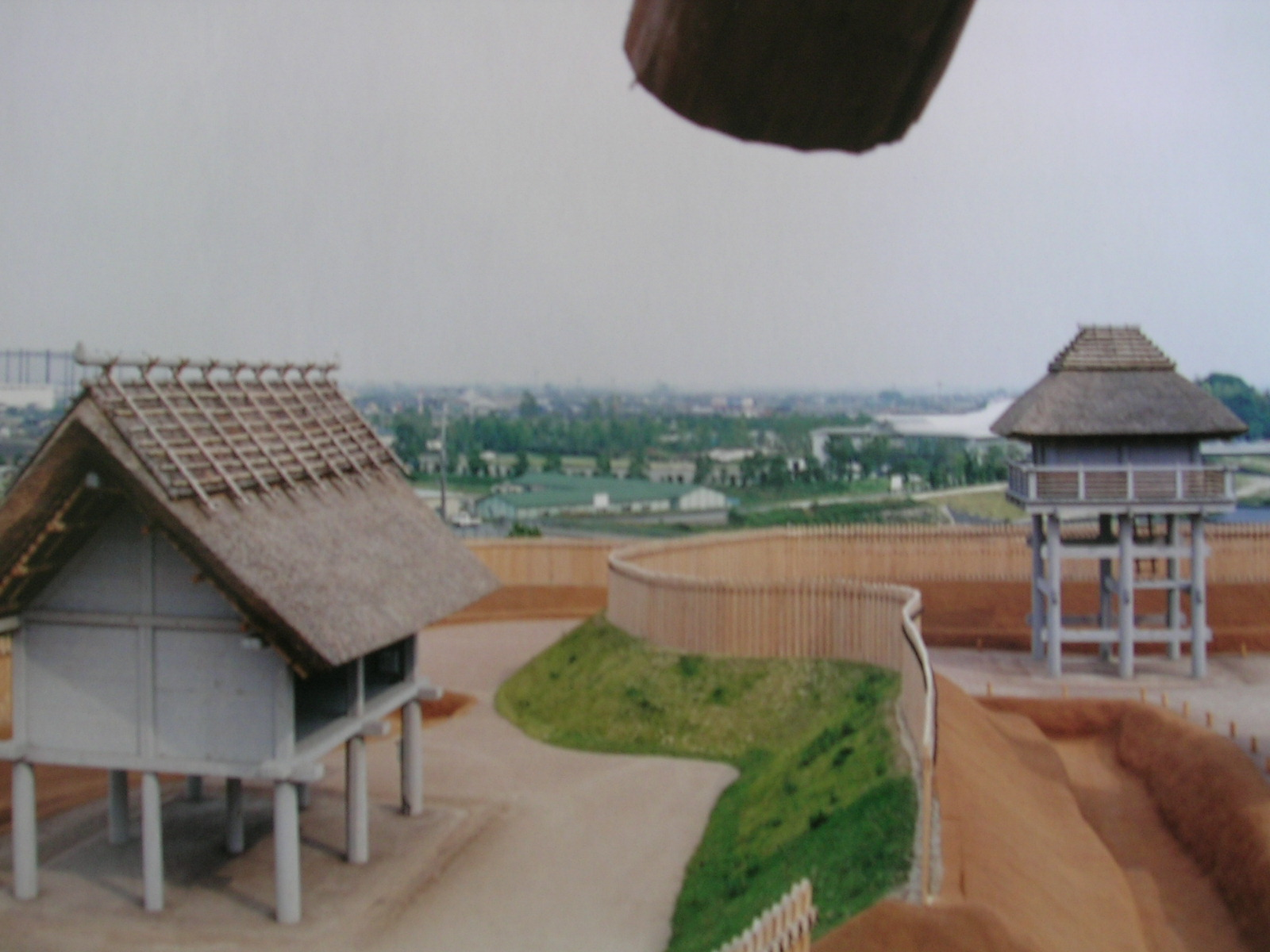
Habitatges reconstruïts tipus cases pou, a Yoshinogari, Prefectura de Saga, s. II o III
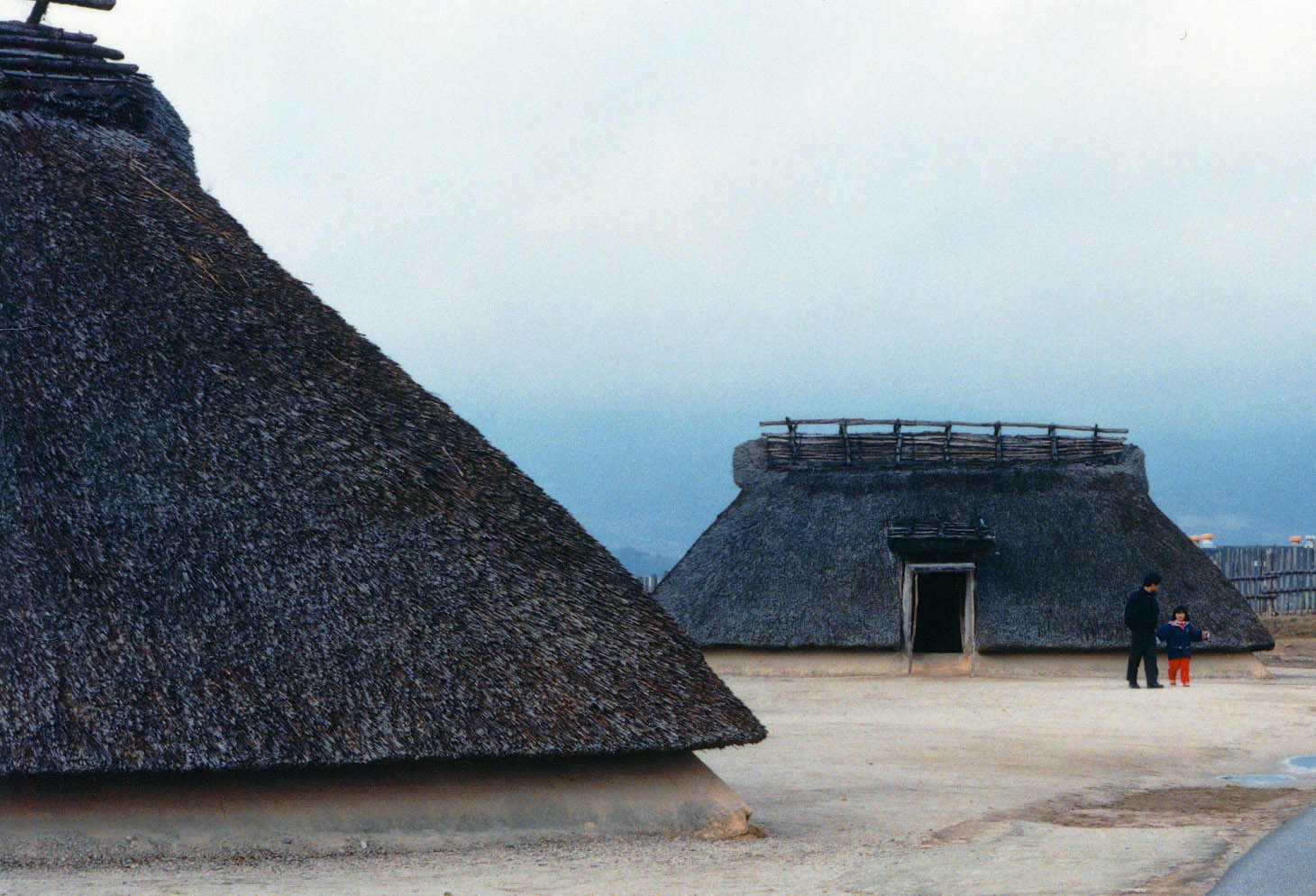
Habitatges reconstruïts a Yoshinogari
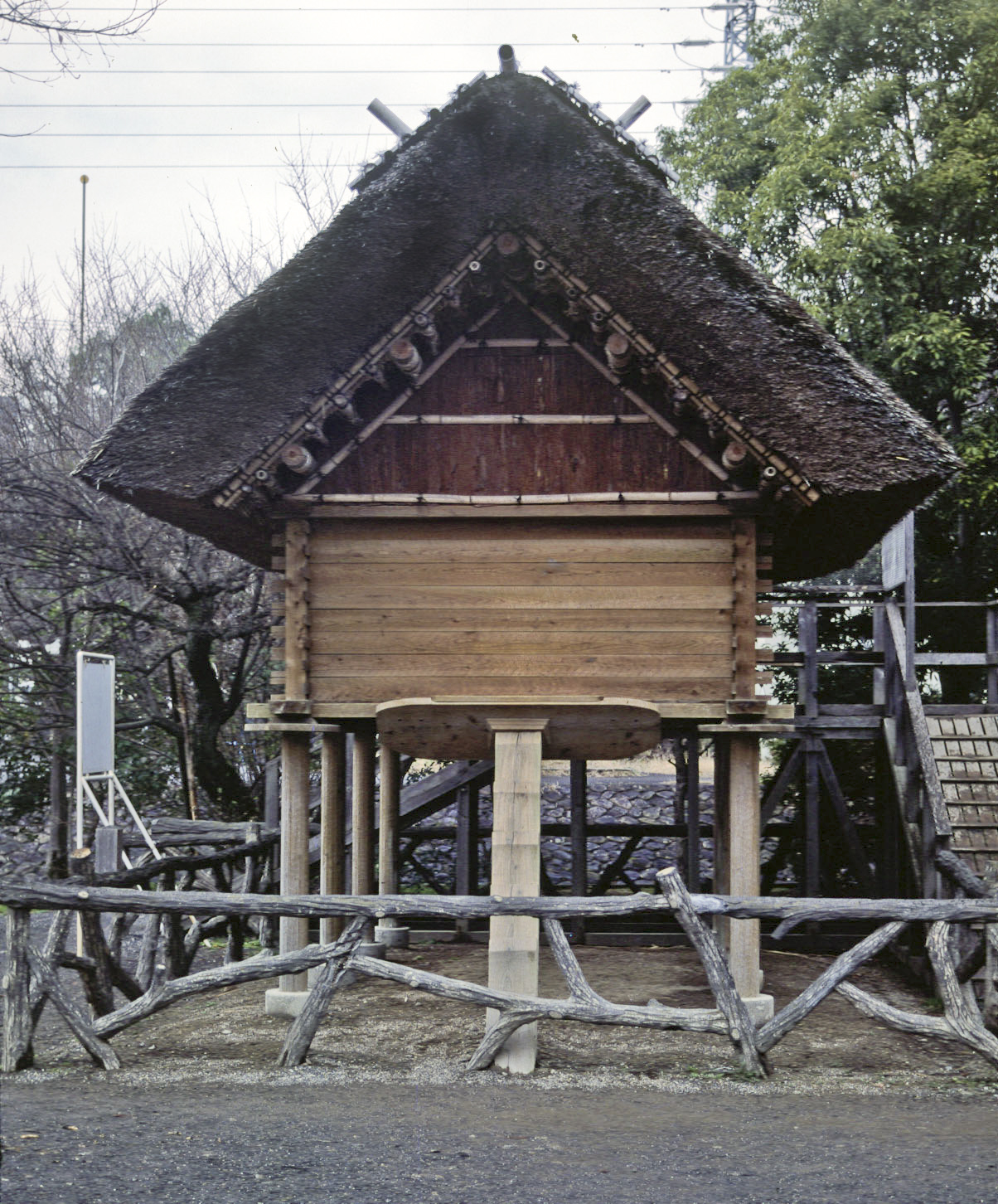
Magatzem de gra reconstruït a Toro, Shizuoka
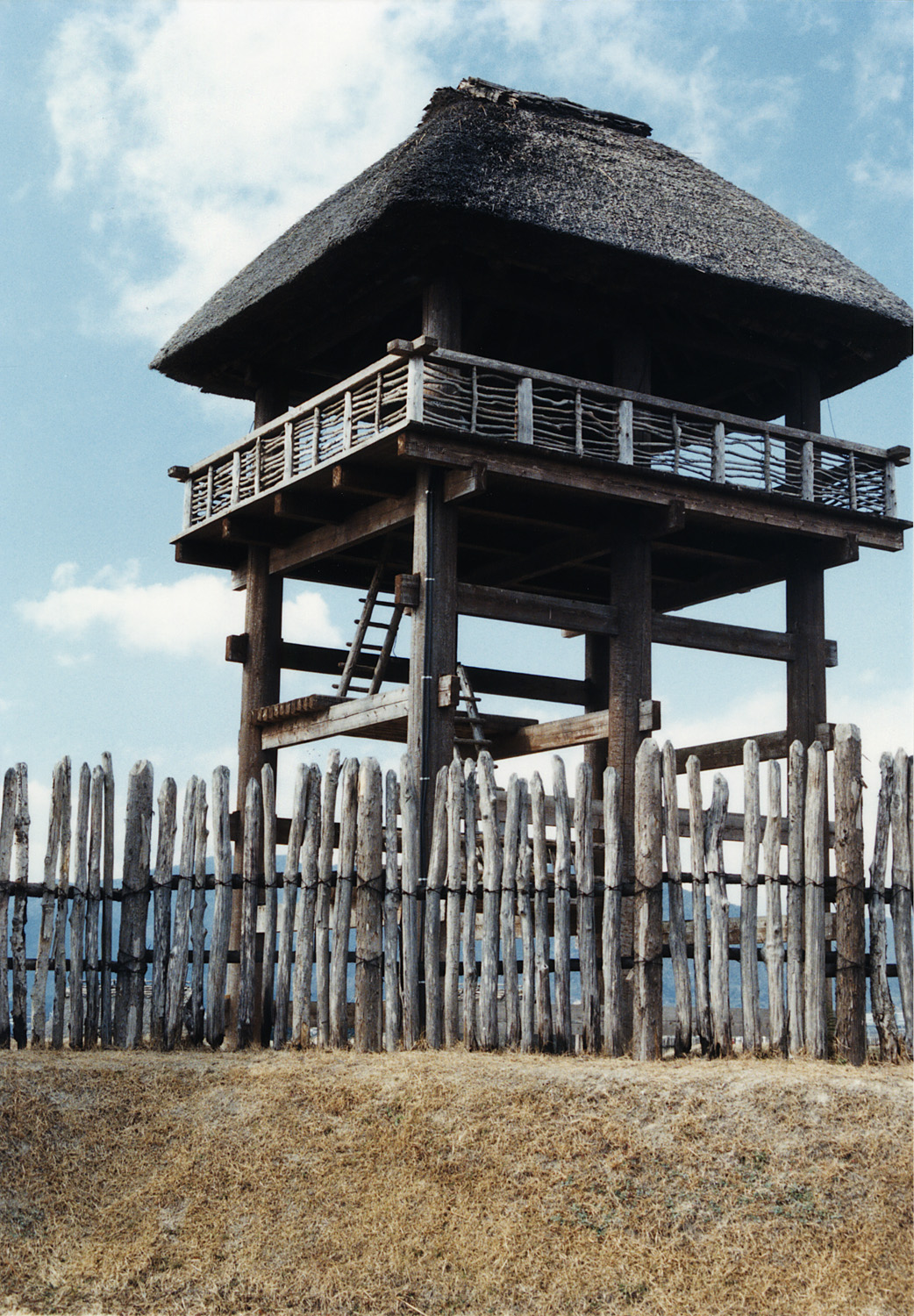
Reconstrucció de pis elevat a Yoshinogari
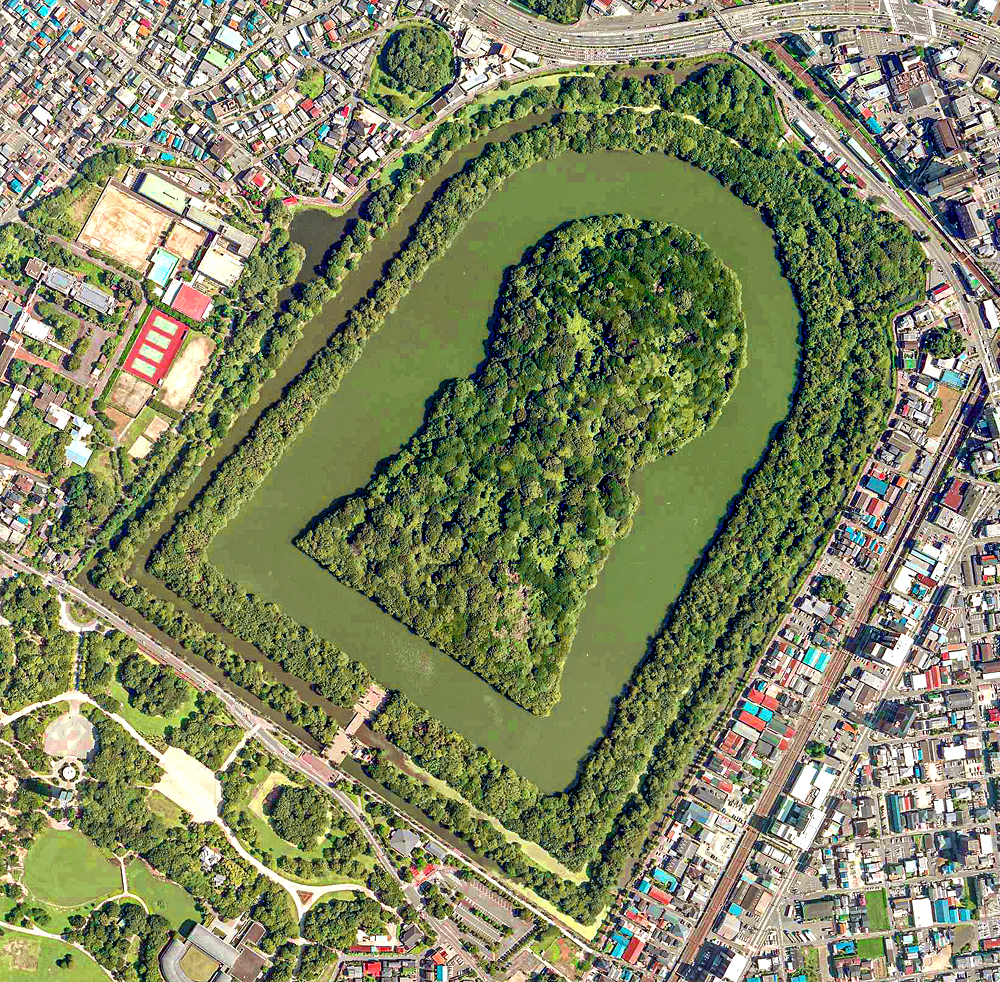
Daisenryo Kofun, Osaka, s. V

## Arquitectura Asuka i Nara

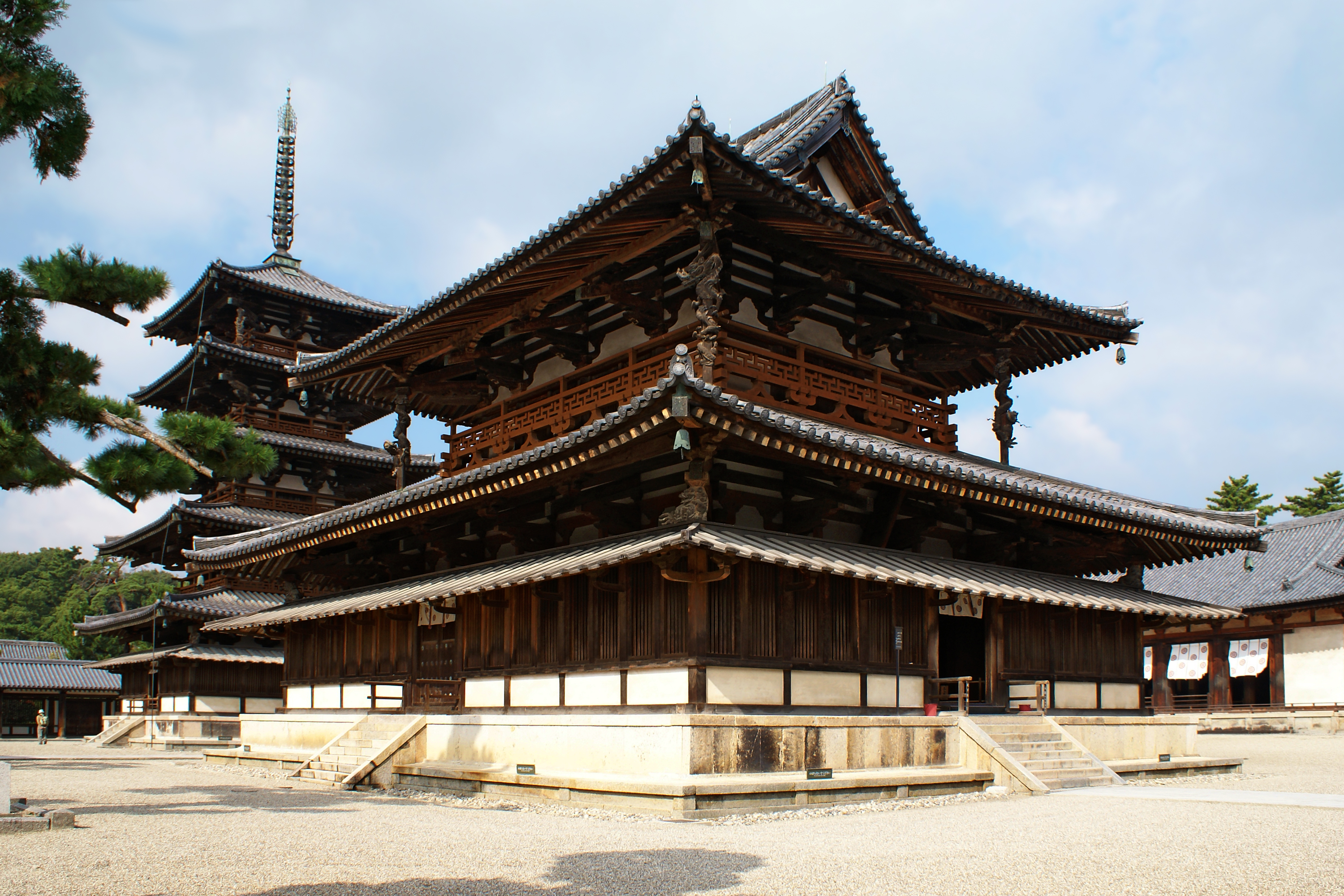
Hōryū-ji, Ikaruga, prefectura de Nara (edifici del s. VII)

Tot i que hi ha vestigis de construccions neolítiques en models de cases trobats en túmuls, amb prou feines són una introducció al budisme en què ja podem veure una tradició contínua a partir del s. VI de.
Les estructures budistes i els edificis més antics de fusta que sobreviuen a l'Extrem Orient es troben a l'Hōryū-ji al sud-oest de Nara, i són exemples importants de l'arquitectura d'aquest període. El primer se'n construí a la primeria del s. VII com el temple privat del príncep hereu (el príncep Shotoku): es componia de 41 construccions independents; les més importants eren el corredor principal de l'adoració, o Kondo (passadís d'or), i Goju-no-to (pagoda de cinc parts), situades al centre d'una àrea oberta envoltada per un claustre cobert. El Kondo, d'estil semblant al dels corredors xinesos de l'adoració, és una estructura en dues parts construïda amb pals i bigues, tapada per un terrat de rajoles ceràmiques o irimoya.
Al s. VIII la construcció de temples es focalitzà en el Tōdai-ji de Nara. El Tōdai-ji, construït com a exemple, és el complex religiós més ambiciós erigit en els primers segles del budisme al Japó. Els 16,2 m d'un Buda (acabat al 752) situat al passadís principal, o Daibutsuden, és un Buda Rushana, la figura que representa l'essència de les capelles dedicades a Buda, així com el Tōdai-ji representava el centre per al budisme imperial i la seua difusió al Japó. Solament alguns fragments de l'estàtua original sobreviuen, i l'actual passadís i el Buda central són reconstruccions del període Edo.
S'arraïmen al voltant del Daibutsuden, en un vessant suau inclinat, un nombre de passadissos secundaris: el Hokkedo (passadís del Sutra lotus), amb la seua imatge principal, el Kannon Fukukenjaku (el bodhisattva més popular), fet a mà amb laca seca (drap submergit en laca i format sobre una armadura de fusta); el Kaidanin (passadís d'ordenació) amb estàtues magnífiques d'argila dels Quatre Reis Celestials; i el magatzem, el Shosoin. Aquesta estructura darrera és de gran importància com a amagatall d'història de l'art, perquè s'hi guarden els utensilis que s'usaren en la cerimònia de la cura del temple al 752, el ritual de l'obertura de la imatge de Rushana, així com els documents del govern i molts objectes seculars propietat de la família imperial.

## Heian

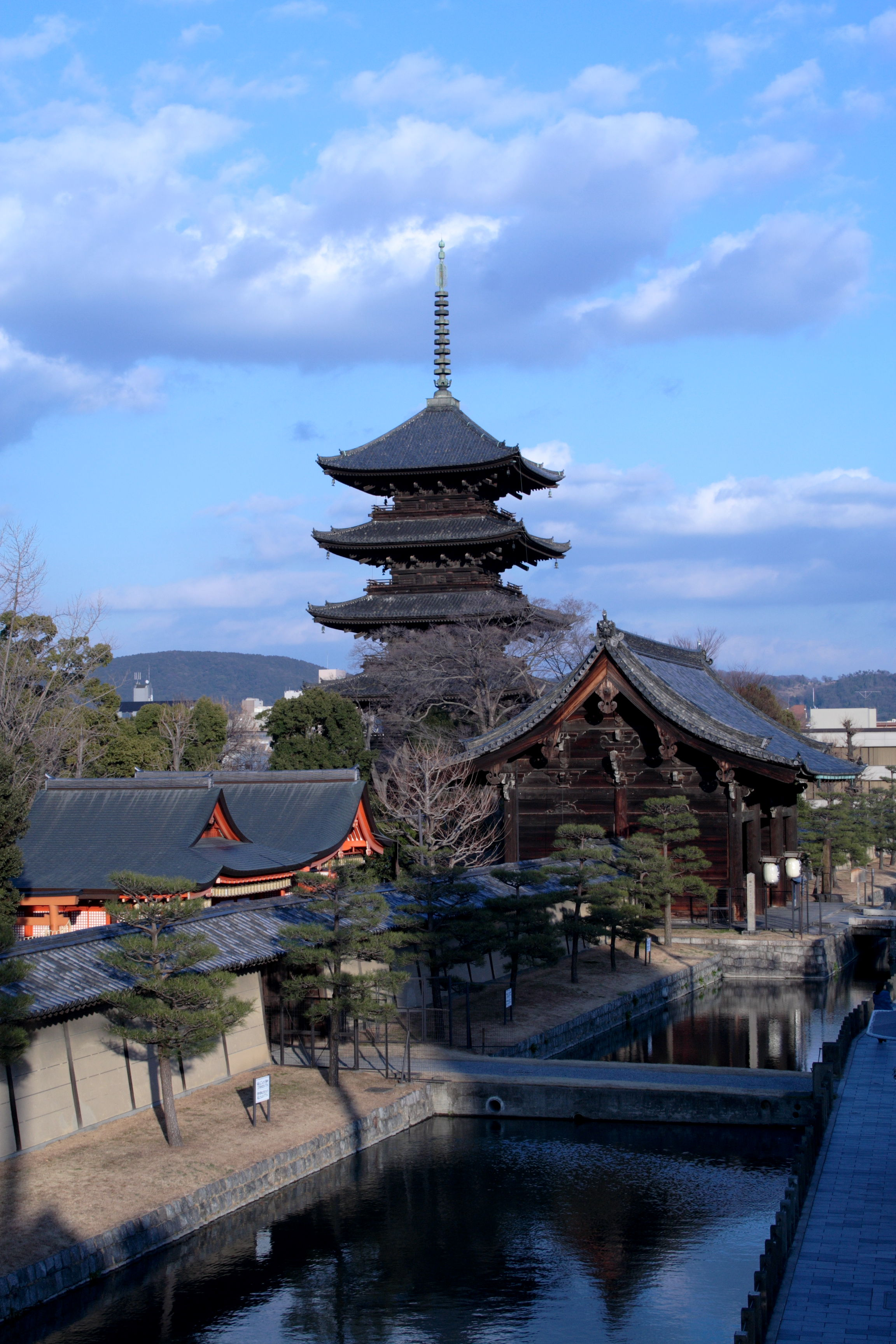
El To-ji i la seua pagoda (1644), prop de Kyoto en direcció a Kukai

En reacció a la riquesa creixent i al poder del budisme a Nara, el sacerdot Kukai (més conegut pel seu títol pòstum Kobo Daishi, 774-835) viatjà a la Xina per estudiar Shingon, una forma de budisme Vajrayāna, que ell va introduí al Japó el 806. En l'adoració de Shingon hi ha uns mandales, diagrames de l'univers espiritual que influïren en el disseny de temple. L'arquitectura budista japonesa també adoptà el stupa en la seua forma xinesa de pagoda.
Els temples erigits per aquesta nova secta es construïren a les muntanyes, lluny de la cort i la capital. La topografia irregular d'aquests llocs forçà els arquitectes japonesos a replantejar els problemes de la construcció de temples, i així escolliren elements més indígenes de disseny. Els terrats d'escorça de xiprer substituïren els de taulell de ceràmica; s'usaren taulons de fusta en comptes de pisos de terra, i una àrea d'adoració s'afegí davant del santuari principal.
En el període Fujiwara, el budisme de "La Terra Pura", que oferia la salvació fàcil per la creença en Amida (Buda del Paradís Occidental), es feu popular. Alhora, la noblesa de Kyoto desenvolupà una societat que cercava l'elegància estètica. Tan segur i bell era el seu món que no podien concebre que el Paradís fora diferent. El rebedor d'Amida barreja el món humà i diví: conté imatges de Buda dins d'una estructura que s'assembla a les mansions de la noblesa.

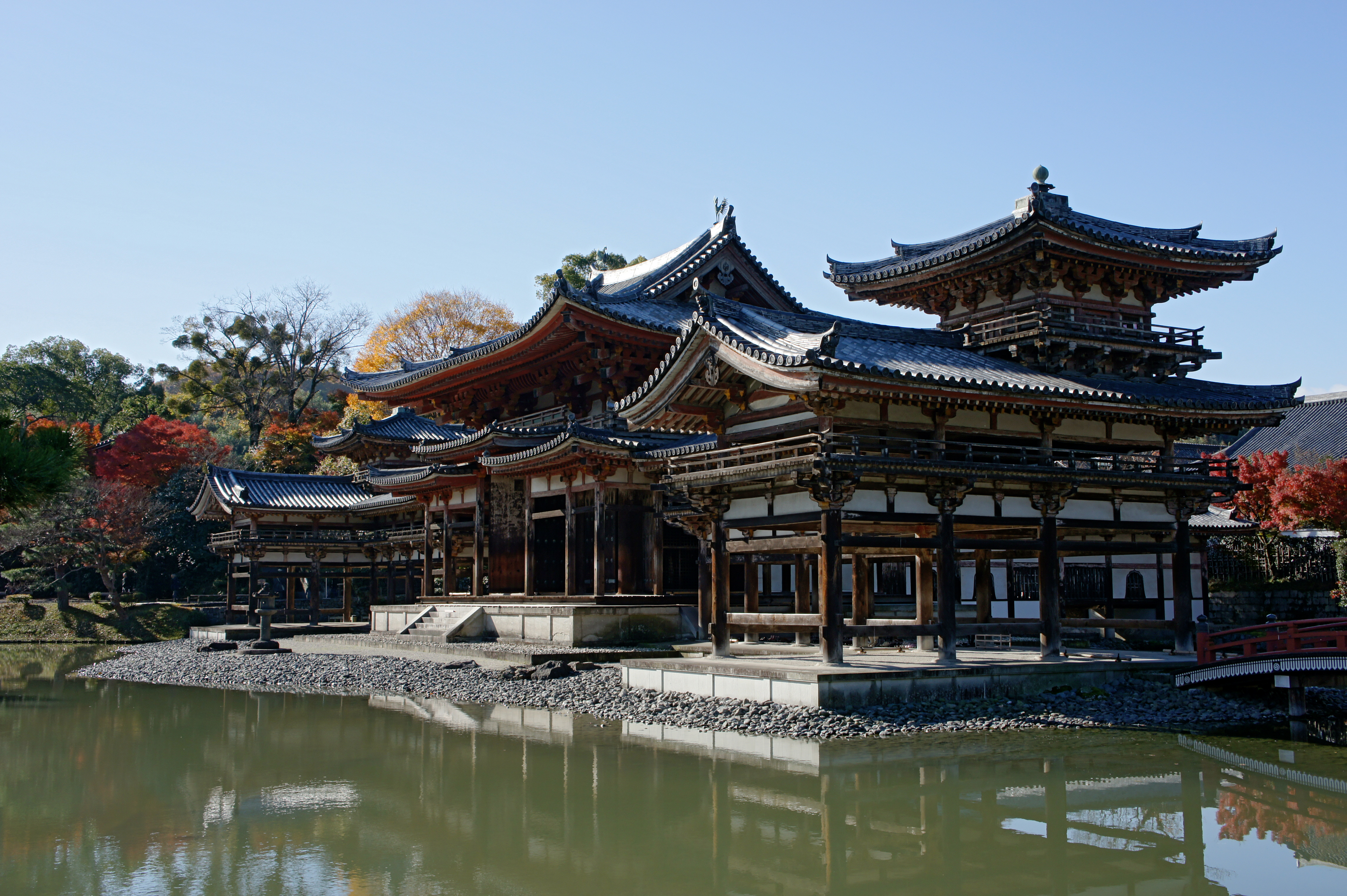
L'Hōōdō de Byodo-in a Uji, prop de Kyoto (1053)

L'Hōōdō (El Rebedor del Fènix, acabat al 1053) a Byodo-in, un temple d'Uji al sud-est de Kyoto, és un dels exemples més importants de rebedors Fujiwara Amida que consisteixen en una estructura principal de forma rectangular flanquejada per dos corredors en forma de "L" i un de cua, sistema d'ala a la vora d'una bassa artificial gran. Dins del temple, una imatge d'or d'Amida (circa 1053) està instal·lada en una alta plataforma. L'escultura d'Amida fou realitzada per Jocho, que usà un cànon nou de proporcions i una nova tècnica (yosegi), amb què els trossos de fusta es tallen cap a fora com corfes i s'assemblen a l'interior. S'apliquen a les parets del corredor les talles petites de la revelació celestial; l'amfitrió creia tenir la companyia d'Amida per quan ell descendís al paradís occidental per endur-se'n les ànimes dels creients en el moment de la mort i transportar-los en flors de lotus al paradís. Les pintures Raigo (provinents del Buda Amida) a les portes de fusta de l'Ho-o-do són un exemple primerenc de Yamato-e, pintura d'estil japonés, perquè contenen representacions del paisatge del voltant de Kyoto.

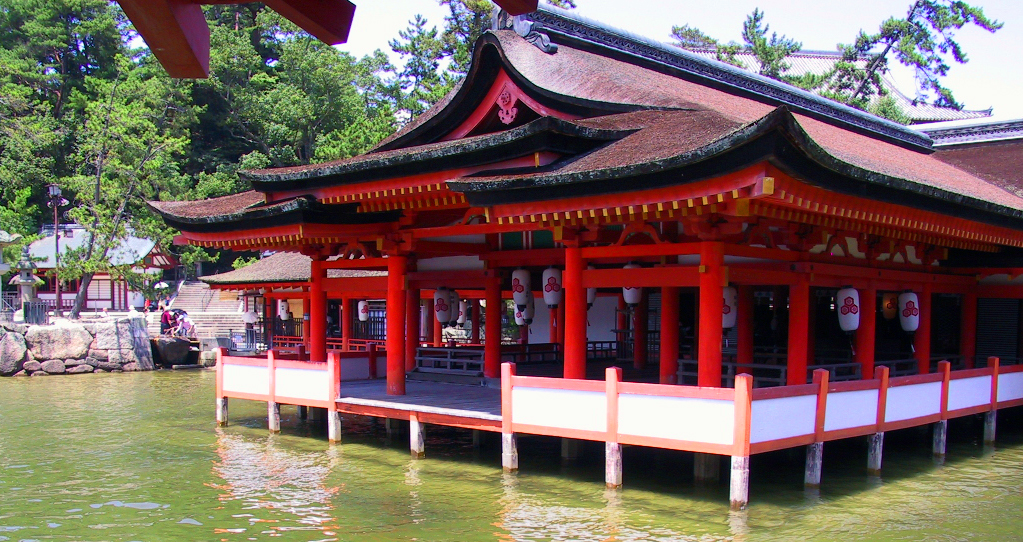
El temple d'Itsukushima en marea alta, 1168

## PeríodeKamakura

### Cases de te
Una altra creació del període era la cerimònia del te i la casa on es realitzava. L'objectiu de la cerimònia és passar el temps amb els amics que gaudeixen de les arts, netegen la ment de les preocupacions de la vida diària, i reben un bol de te servit d'una manera graciosa i amb bon gust. L'estil rústic de la caseta de camp rural s'adoptà per a la casa de te, accentuant materials naturals com els troncs coberts d'escorça i la palla teixida.

## Període Azuchi-Momoyama / Període Sengoku

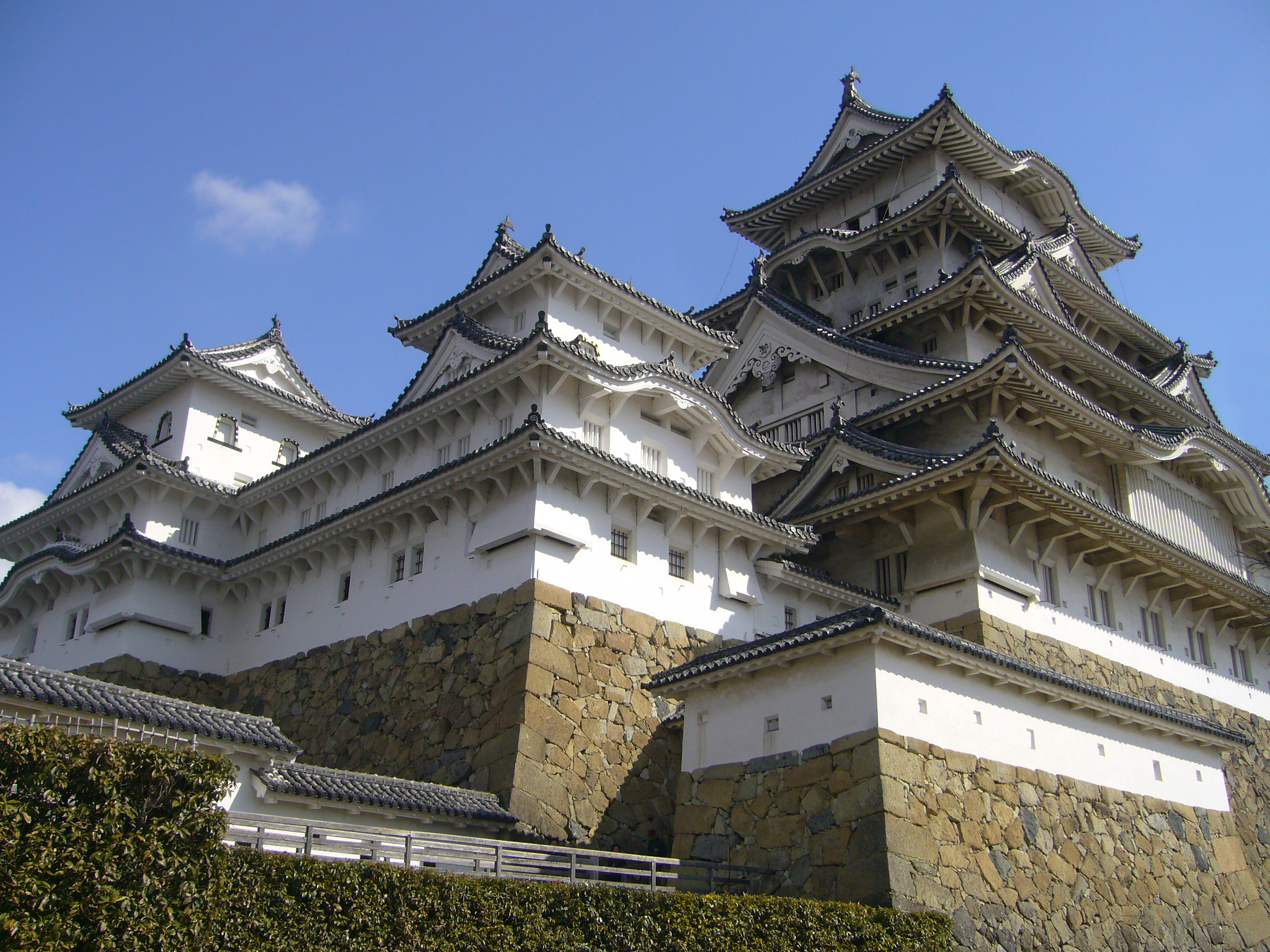
El castell d'Himeji (1346-1618)

Dues noves formes d'arquitectura es desenvoluparen en resposta al militarisme de l'època: el castell, una estructura defensiva construïda com a casa d'un senyor feudal i els seus soldats en temps crítics; i el shoin, un corredor de recepció i àrea d'estudi privat dissenyada per reflectir les relacions de senyor i vassall dins la societat feudal. El castell d'Himeji (construït en la forma actual al 1609), conegut com el "castell de la Garsa Blanca", amb els seus graciosos terrats encorbats i el seu complex de tres torres subsidiàries al voltant del tenshu principal, és una de les estructures més belles del període Momoyama. L'Ohiroma del castell Nijo (del s. XVII) a Kyoto és un dels exemples clàssics de shoin, amb el seu tokonoma (el nínxol), la finestra shoin (dalt d'un jardí on relaxar-se), i àrees clarament diferenciades per als senyors Tokugawa i els seus vassalls.

## Període Edo

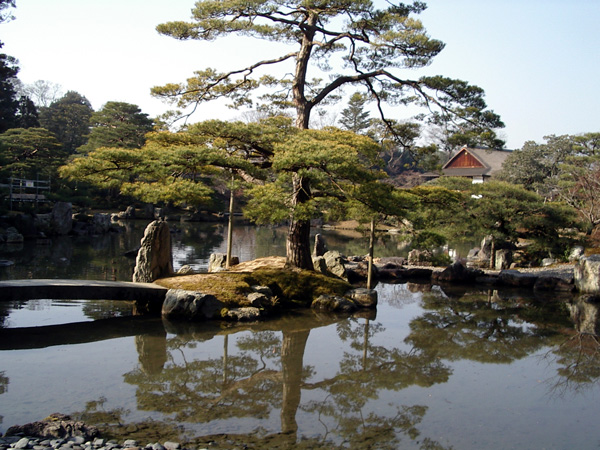
Jardí de la Vil·la Imperial de Katsura, 1615

El Palau Separat Katsura, construït a imitació del palau del Príncep Genji, conté prou elements dels edificis shoin i combina trets d'arquitectura clàssica japonesa amb exposicions innovadores. El complex sencer és envoltat per un bell jardí amb camins.
La ciutat d'Edo fou repetidament incendiada i això conduí a una arquitectura simplificada per a una reconstrucció fàcil. Les andròmines velles s'aplegaven i guardaven a les ciutats properes per a l'hivern següent quan el temps sec ajudava a expandir el foc. Si es pegava foc i després s'extingia, Edo era ràpidament reconstruïda. A causa de la política del shōgun de Sankin kōtai, el daimyō construí cases grans i parcs de passeig. Kōrakuen és un parc que encara existeix des d'aquell període i està obert al públic hui dia per passejar-hi a pleret.

## Període Meiji

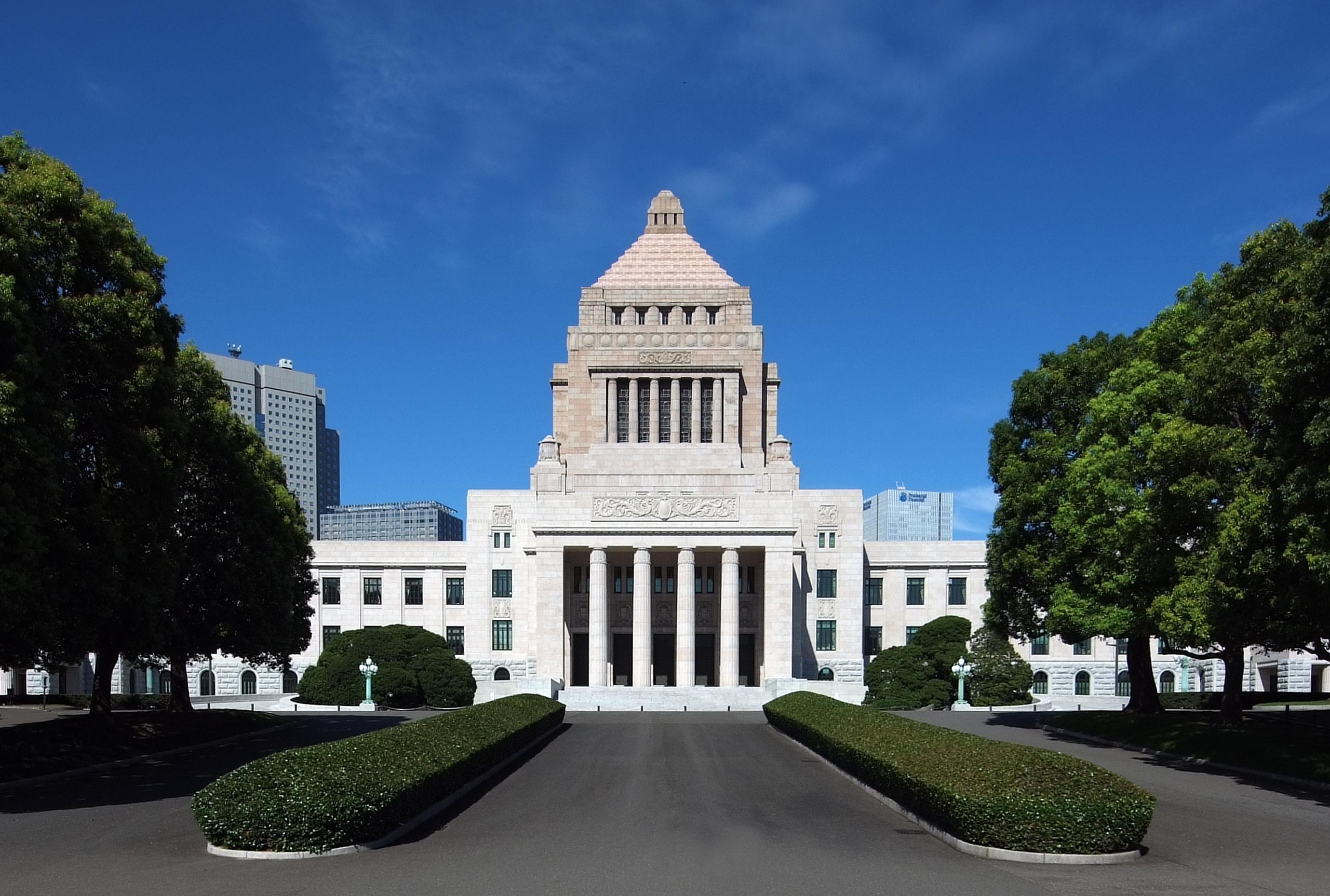
La façana de l'Edifici de la Dieta, 1920-1936 (国会)

Les tècniques d'arquitectura moderna s'introduïren al Japó amb la restauració Meiji del 1868. Les primeres construccions d'aquest període combinaven els mètodes tradicionals japonesos amb fusta amb els mètodes i dissenys occidentals.
El col·legi elemental Kaichi (1876) a la ciutat de Matsumoto, prefectura de Nagano, és una típica aproximació d'aquest híbrid entre Orient i Occident adaptat a les escoles del país.
Després de la Primera Guerra mundial l'arquitectura tradicional japonesa sofrí una gran transformació quan arquitectes com Frank Lloyd Wright (1869-1959) dels Estats Units i Bruno Taut (1880-1938) d'Alemanya arribaren a treballar al Japó.

## Arquitectura moderna

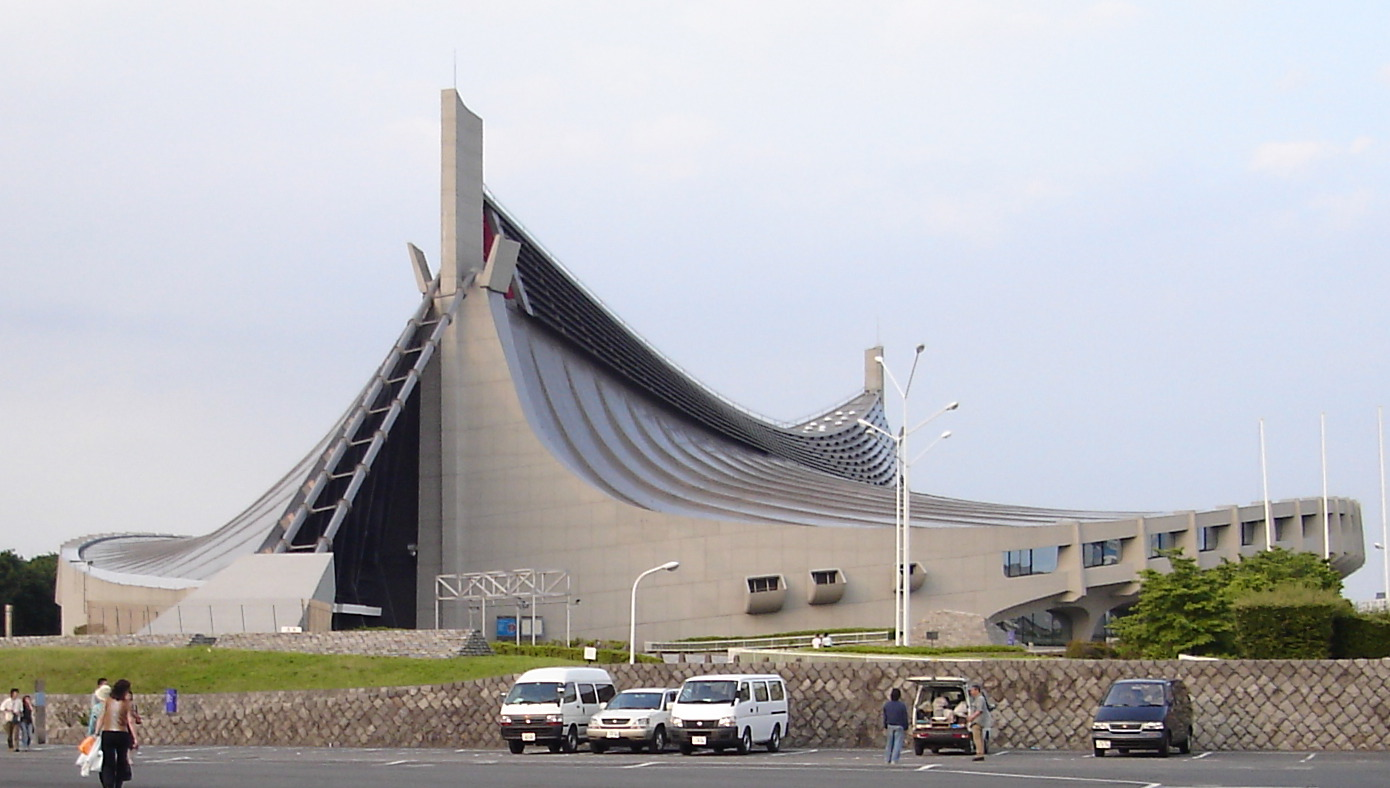
Els Gimnasos Nacionals de les Olimpíades de Tòquio de Kenzō Tange (1961 - 1964)

Com en altres aspectes de la cultura i societat japonesa, el salt que la tecnologia moderna dugué es va notar també en l'arquitectura. La necessitat de reconstruir Japó després de la Segona Guerra Mundial suposà un gran estímul per a l'arquitectura. Molts edificis contemporanis japonesos estan a un nivell altíssim en el món en termes de tecnologia i concepció formal. Un dels arquitectes japonesos més coneguts és Kenzō Tange, autor dels Gimnasos Nacionals (1964) per a les Olimpíades de Tòquio, que accentuen el contrast i la barreja de pilars i parets, amb terrats amplis evocadors del Tomoe (un antic símbol heràldic format per una voluta) i són declaracions dramàtiques de la forma i el moviment.
Amb la introducció de tècniques constructives, materials i estils de l'oest al Japó de l'era Meiji, noves estructures de formigó i acer es construïren en fort contrast amb l'arquitectura tradicional japonesa. Japó tingué pes en el disseny dels moderns gratacels, per la seua llarga familiaritat amb el voladís per suportar el pes dels terrats dels temples. Frank Lloyd Wright fou molt influït per les disposicions espacials japoneses i el seu concepte d'interpretar l'espai exterior i interior, aconseguit molt de temps abans al Japó amb parets que s'obrin fetes de portes que llisquen. A la fi del segle xx, però, només en l'arquitectura domèstica i religiosa s'emprava l'estil tradicional japonés. Les ciutats s'alçaren amb gratacels moderns reflectint una assimilació total i occidentalització de l'arquitectura japonesa. Això ho veiem clarament en l'horitzó de la ciutat de Tòquio.

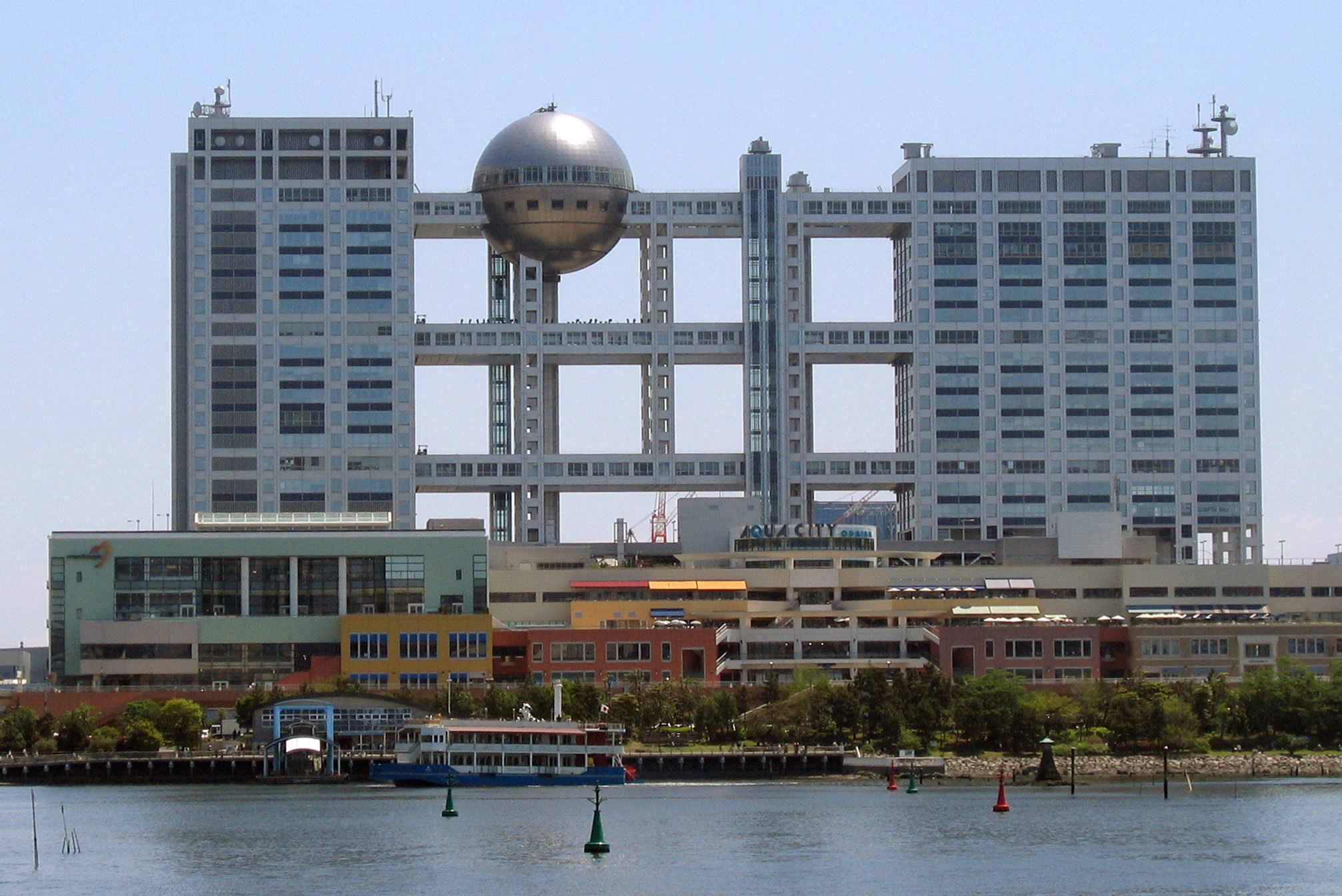
Fuji Television building a Odiba de Kenzō Tange

Calgué una planificació i reconstrucció d'àmbits urbans molt extensos per la gran devastació de la Segona Guerra Mundial i hi afloraren arquitectes molt importants com Maekawa Kunio i Kenzō Tange. Maekawa, estudiós del famós arquitecte Le Corbusier, feu un treball funcional i amb un fons modern i internacional. Tange, que treballava al principi per a Maekawa, recolzava aquest concepte. Tots dos foren importants en la introducció d'idees estètiques japoneses als rígids edificis contemporanis, tornant als conceptes espacials i a les proporcions modulars del tatami (estores teixides), usant textures per a arrebossar el formigó armat i l'acer, i integrar així els jardins i l'escultura en els seus dissenys. Tange utilitzà el principi del voladís en un sistema de pilars i bigues evocador dels antics palaus imperials; el pilar -un element constructiu característic en la tradició japonesa de monuments de fusta- arriba a ser fonamental en els seus dissenys. Fumihiko Maki avançà noves idees urbanístiques basades en el principi de construir al voltant d'un espai intern (oku), un concepte espacial japonés que s'adaptà a les necessitats urbanes. Ell també advocà a favor de l'ús dels espais buits o oberts, un principi estètic japonés que reflectia idees espacials budistes. Un altre concepte estètic essencial de l'estètica japonesa era la base dels dissenys de Maki, centrats en obertures sobre el jardí a nivell del sòl. Un concepte arquitectònic dominant en els anys 70 fou el “metabolisme” de la convertibilitat, la missió de la qual era canviar les funcions de part dels edificis segons l'ús donat.

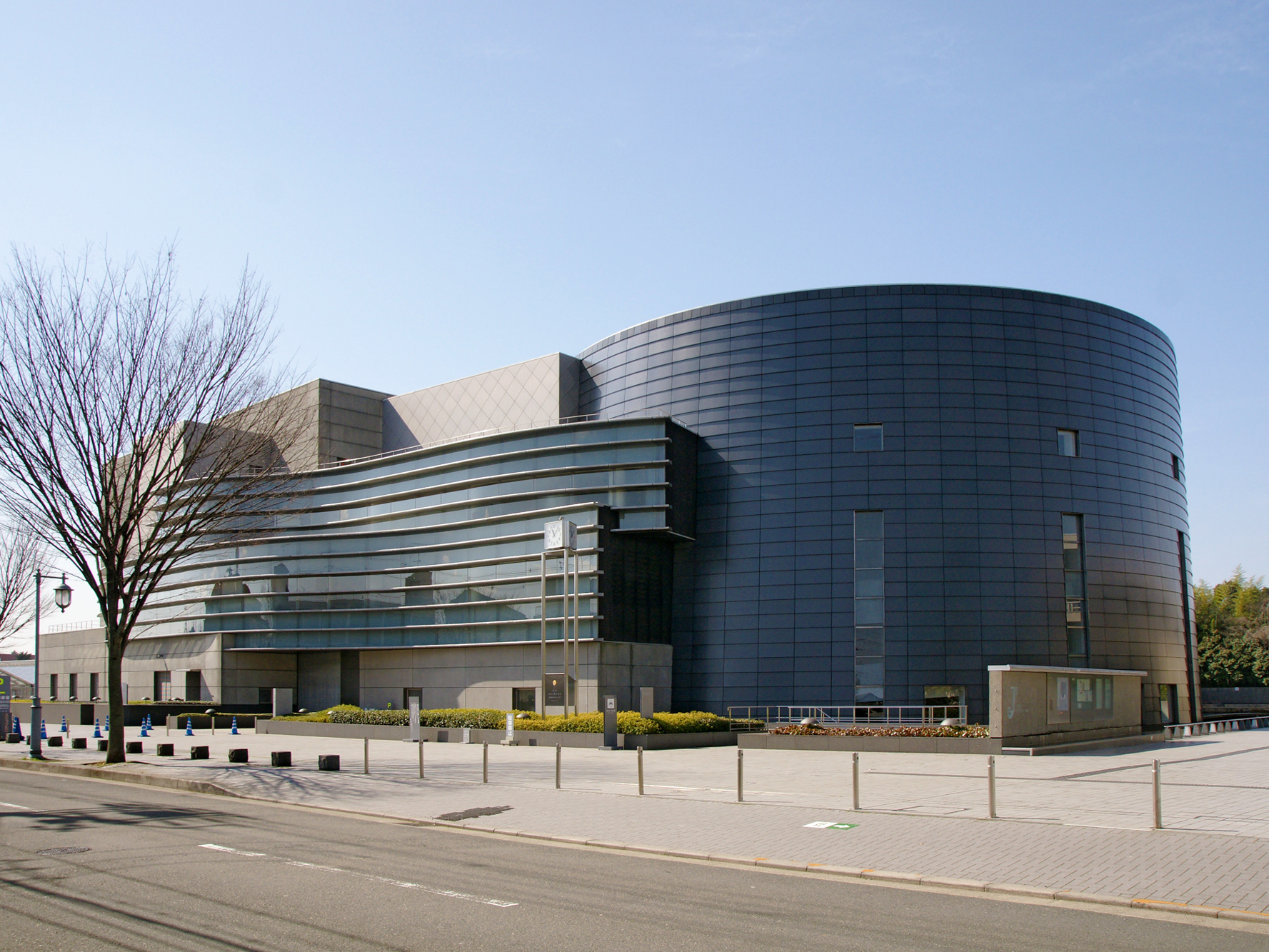
Kyoto Concert Hall, Kyoto, d'Arata Isozaki

Un dels arquitectes més importants dels 70 i 80 fou Isozaki Arata, un estudiant associat a Tange, que també basava el seu estil en la tradició de Le Corbusier i després explorà formes geomètriques i siluetes cúbiques. Sintetitzà conceptes occidentals d'alta tecnologia de l'edifici amb idees espacials, funcionals i decoratives típiques del Japó, creà així un estil japonés modern. La predilecció d'Isozaki per la reixeta cúbica i la pèrgola a gran escala, per les cambres cuirassades semicirculars en l'escala dels edificis domèstics, i pel cuirassat de barril estés als edificis baixos i allargats el conduí a un nombre de variacions cridaneres. Els seus dissenys influenciaren els arquitectes de la Nova Ona dels anys 80, i els empentà a ampliar el seu estil equilibrat, sovint manierista, o reaccionant en contra.

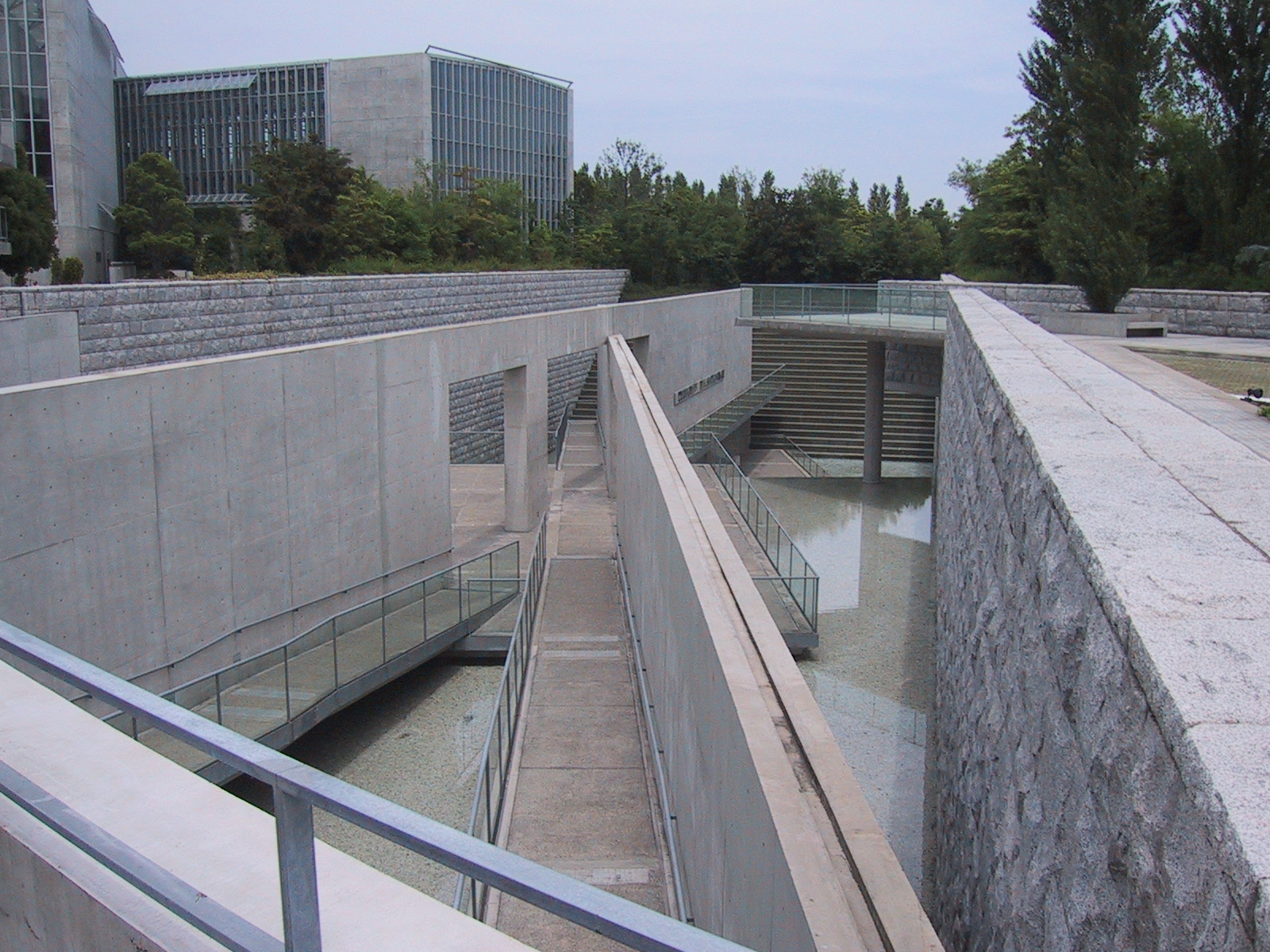
Hotel Westin Awaji Island a l'illa Awaji, Japó, de Tadao Ando, 1991

Un bon nombre de grups avantguardistes experimentals entraren en la Nova Ona dels darrers anys 70 i 80. Modificaren les idees geomètriques formals sobre l'estructura del modernisme introduint conceptes metafísics, produint així alguns efectes alarmants de fantasia en el disseny arquitectònic. En contrast amb aquests innovadors, l'experimental minimalisme poètic de Tadao Ando incorporà les preocupacions de la postmodernitat per un acostament més equilibrat, més humanístic que el de les formulacions rígides del modernisme estructural. Els edificis d'Ando donaren varietat de fonts de llum, incloent l'ús extens de rajoles de cristall i espais oberts a l'aire exterior. Adaptà els patis interns de les cases tradicionals d'Osaka a la nova arquitectura urbana, usant les escales i els ponts oberts per a disminuir l'atmosfera tancada de l'habitatge estàndard urbà. Les seues idees arribaren a ser ubiqües en els 80, quan els edificis es feien al voltant de patis o places obertes. Al 1989 Ando esdevingué el tercer japonés a rebre de França el Premi de l'Acadèmia d'Arquitectura, una indicació de la força internacional dels principals arquitectes japonesos; això produí estructures importants de l'exterior durant els anys 80.

## Arquitectes japonesos contemporanis
- Tadao Camino
- Shigeru Ban
- Hiroshi Hara
- Wakabayashi Hiroyuki
- Arata Isozaki
- Toyō Itō
- Kisho Kurokawa
- Fumihiko Maki
- Takasaki Masaharu
- Kenzō Tange
- Kazuyo Sejima
- Ryue Nishizawa
- Junya Ishigami
- Ryue Nishizawa
- Yoshida Tetsuro
- Yoshio Taniguchi